# 61è Festival Internacional de Cinema de Berlín
El 61è Festival Internacional de Cinema de Berlín va tenir lloc entre el 10 i el 20 de febrer de 2011 amb l'actriu Isabella Rossellini com a presidenta del jurat. La pel·lícula dels germans Coen True Grit va obrir el festival. Durant el festival es van vendre un total de 300.000 entrades a 20.000 espectadors de 116 països, inclosos 3.900 membres de la premsa. L'actor alemany Armin Mueller-Stahl va rebre l'Os d'Or honorari per la seva carrera. L'Os d'Or a la millor pel·lícula fou atorgat a la pel·lícula iraniana Jodaeiye Nader az Simin, dirigida per Asghar Farhadi, que també va clausurar el festival.

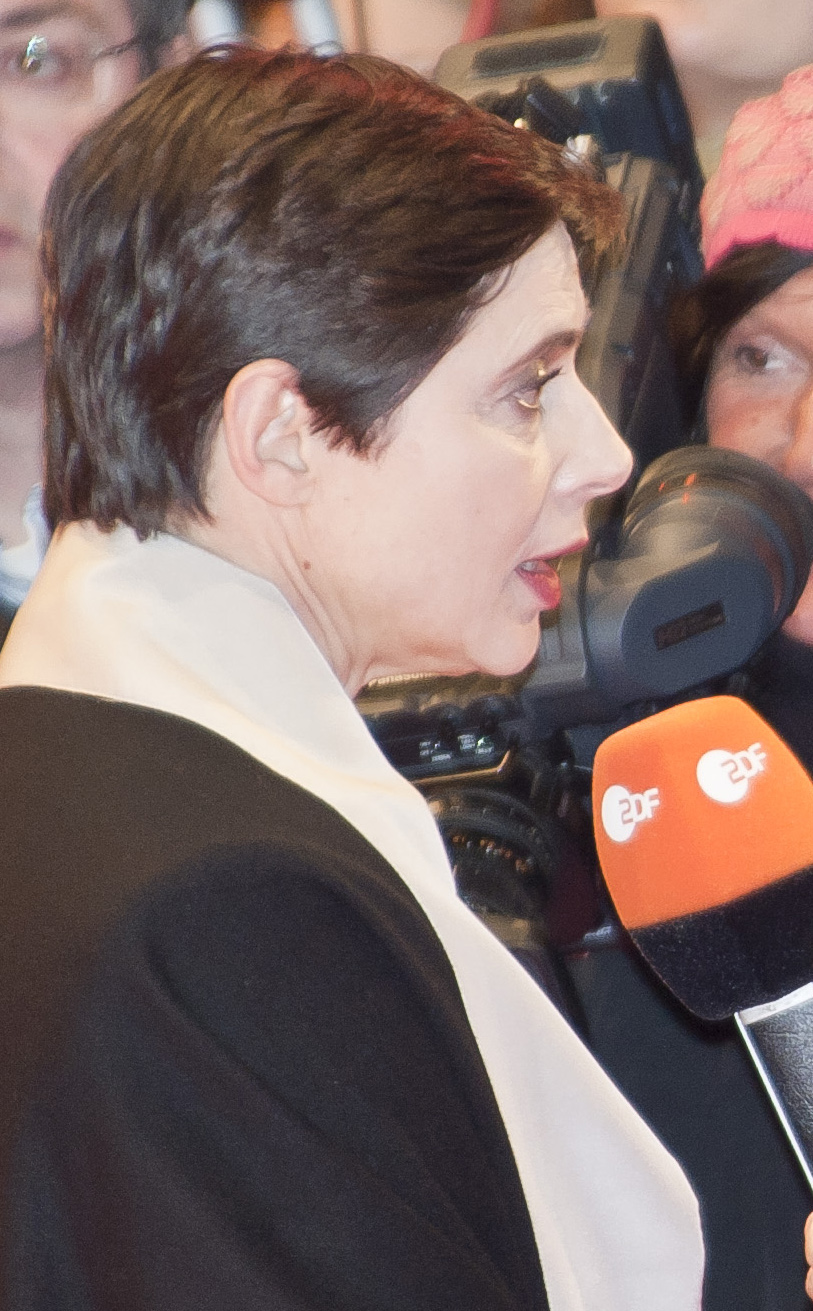
Isabella Rossellini, presidenta del jurat

## Jurat
- Isabella Rossellini, actriu italoamericana, presidenta
- Jan Chapman, productora australiana
- Nina Hoss, actriu alemanya
- Aamir Khan, actor i director hindu
- Guy Maddin, director canadenc
- Sandy Powell, dissenyadora britànica

A més, el festival de deixar una plaça al jurat oberta al director iranià empresonat Jafar Panahi, "com a mostra de suport a la seva lluita per la llibertat."

## En competició
Les següents pel·lícules van competir per l'Os d'Or i per l'Os de Plata:
| Títol                                                        | Director(s)        | País                               |
| ------------------------------------------------------------ | ------------------ | ---------------------------------- |
| Bizim Büyük Çaresizliğimiz                                   | Seyfi Teoman       | Turquia, Alemanya i Països Baixos  |
| Coriolanus                                                   | Ralph Fiennes      | Regne Unit                         |
| Les contes de la nuit                                        | Michel Ocelot      | França                             |
| The Forgiveness of Blood/Falja e Gjakut                      | Joshua Marston     | Albània i Estats Units             |
| The Future                                                   | Miranda July       | Alemanya i Estats Units            |
| Jodaeiye Nader az Simin جدایی نادر از سیمین                  | Asghar Farhadi     | Iran                               |
| Lipstikka אודם                                               | Jonathan Sagall    | Israel i Regne Unit                |
| Margin Call                                                  | J.C. Chandor       | Estats Units                       |
| Un mundo misterioso                                          | Rodrigo Moreno     | Argentina, Alemanya i Uruguai      |
| El premio                                                    | Paula Markovitch   | Mèxic, França, Polònia i Alemanya  |
| Saranghanda, Saranghaji Anneunda (사랑한다, 사랑하지 않는다) | Lee Yoon-ki        | Corea del Sud                      |
| Schlafkrankheit                                              | Ulrich Köhler      | Alemanya, França i Països Baixos   |
| A Torinói Ló                                                 | Béla Tarr          | Hongria, França, Alemanya i Suïssa |
| V subbotu                                                    | Aleksandr Mindadze | Rússia, Alemanya i Ucraïna         |
| Wer wenn nicht wir                                           | Andres Veiel       | Alemanya                           |
| Yelling to the Sky                                           | Victoria Mahoney   | Estats Units                       |

## Fora de competició
Les següents pel·lícules foren projectades al festival fora de competició:
| Títol                              | Director(s)         | País                         |
| ---------------------------------- | ------------------- | ---------------------------- |
| Almanya: Willkommen in Deutschland | Yasemin Şamdereli   | Alemanya                     |
| Les femmes du 6ème étage           | Philippe Le Guay    | França                       |
| Mein bester Feind                  | Wolfgang Murnberger | Àustria i Luxemburg          |
| Pina                               | Wim Wenders         | Alemanya i França            |
| True Grit                          | Joel i Ethan Coen   | Estats Units                 |
| Unknown                            | Jaume Collet-Serra  | Alemanya, Regne Unit, França |

## Panorama
Les següents pel·lícules foren projectades en el programa principal de la secció Panorama:
| Títol                       | Director(s)        | País                                  |
| --------------------------- | ------------------ | ------------------------------------- |
| Bu-dang-geo-rae (부당거래)  | Ryoo Seung-wan     | Corea del Sud                         |
| Byakuyakou                  | Yoshihiro Fukagawa | Japó                                  |
| Chang-Pi-Hae (창피해)       | Kim Soo-hyun       | Corea del Sud                         |
| Dance Town                  | Jeon Kyu-hwan      | Corea del Sud                         |
| Dernier étage gauche gauche | Angelo Cianci      | França, Luxemburg                     |
| 7 Khoon Maaf                | Vishal Bhardwaj    | Índia                                 |
| Gandu                       | Kaushik Mukherjee  | Índia                                 |
| Here                        | Braden King        | Estats Units                          |
| Lo Roim Alaich              | Michal Aviad       | Israel i Alemanya                     |
| Majki                       | Milčo Mančevski    | Macedònia del Nord, França i Bulgària |
| Off Beat                    | Jan Gassmann       | Suïssa                                |
| Qualunquemente              | Giulio Manfredonia | Itàlia                                |
| Romeos                      | Sabine Bernardi    | Alemanya                              |
| También la lluvia           | Icíar Bollaín      | Espanya, França i Mèxic               |
| The Mortician               | Gareth Maxwell     | Regne Unit i Estats Units             |
| Tomboy                      | Céline Sciamma     | França                                |
| Vampire                     | Shunji Iwai        | Estats Units i Canadà                 |

## Forum
Les següents pel·lícules foren projectades en el programa principal de la secció Forum:
| Títol                                                                                | Director(s)                        | País                                                     |
| ------------------------------------------------------------------------------------ | ---------------------------------- | -------------------------------------------------------- |
| Amnesty                                                                              | Bujar Alimani                      | Albània, Grècia i França                                 |
| Auf der Suche                                                                        | Jan Krüger                         | Alemanya i França                                        |
| Ausente                                                                              | Marco Berger                       | Argentina                                                |
| The Ballad of Genesis and Lady Jaye                                                  | Marie Losier                       | Estats Units i França                                    |
| Brownian Movement                                                                    | Nanouk Leopold                     | Països Baixos, Alemanya i Bèlgica                        |
| Cheonggyecheon Medley: A Dream of Iron                                               | Kelvin Kyung Kun Park              | Corea del Sud                                            |
| Day Is Done                                                                          | Thomas Imbach                      | Suïssa                                                   |
| Dom                                                                                  | Zuzana Liová                       | Eslovàquia i Txèquia                                     |
| E-Love                                                                               | Anne Villacèque                    | França                                                   |
| De Engel van Doel                                                                    | Tom Fassaert                       | Països Baixos i Bèlgica                                  |
| En terrains connus                                                                   | Stéphane Lafleur                   | Canadà                                                   |
| FIT                                                                                  | Hiromasa Hirosue                   | Japó                                                     |
| Folge mir                                                                            | Johannes Hammel                    | Àustria                                                  |
| Halaw                                                                                | Sheron Dayoc                       | Filipines                                                |
| Heaven's Story                                                                       | Takahisa Zeze                      | Japó                                                     |
| Hi-So                                                                                | Aditya Assarat                     | Tailàndia                                                |
| 자가당착: 시대 정신과 현실 참여 Jagadangchak: shidae-jeongshin-kwa hyeonshil-chamyeo | Kim Sun                            | Corea del Sud                                            |
| Kazoku X                                                                             | Kōki Yoshida                       | Japó                                                     |
| Man chu (만추)                                                                       | Kim Tae-yong                       | Corea del Sud, Hong Kong, R.P. de la Xina i Estats Units |
| Made in Poland                                                                       | Przemysław Wojcieszek              | Polònia                                                  |
| Les mains libres                                                                     | Brigitte Sy                        | França                                                   |
| El mocito                                                                            | Marcela Said i Jean de Certeau     | Xile                                                     |
| Nesvatbov                                                                            | Erika Hníková                      | Txèquia                                                  |
| Ocio                                                                                 | Alejandro Lingenti i Juan Villegas | Argentina                                                |
| Osmdesát dopisů                                                                      | Václav Kadrnka                     | Txèquia                                                  |
| Patang                                                                               | Prashant Bhargava                  | Índia i Estats Units                                     |
| Poor kor karn rai                                                                    | Thunska Pansittivorakul            | Alemanya i Tailàndia                                     |
| Os residentes                                                                        | Tiago Mata Machado                 | Brasil                                                   |
| Sekai Good Morning!!                                                                 | Satoru Hirohara                    | Japó                                                     |
| Silver Bullets/Art History                                                           | Joe Swanberg                       | Estats Units                                             |
| State of Violence                                                                    | Khalo Matabane                     | Sud-àfrica i França                                      |
| Submarine                                                                            | Richard Ayoade                     | Regne Unit                                               |
| Swans                                                                                | Hugo Vieira da Silva               | Alemanya i Portugal                                      |
| Take Shelter                                                                         | Jeff Nichols                       | Estats Units                                             |
| Territoire perdu                                                                     | Pierre-Yves Vandeweerd             | França i Bèlgica                                         |
| Traumfabrik Kabul                                                                    | Sebastian Heidinger                | Alemanya i Afganistan                                    |
| Unter Kontrolle                                                                      | Volker Sattel                      | Alemanya                                                 |
| Utopians                                                                             | Zbigniew Bzymek                    | Estats Units                                             |
| Viva Riva!                                                                           | Djo Tunda Wa Munga                 | R.D. del Congo, França i Bèlgica                         |

## Berlinale Shorts

### Jurat
- Nan Goldin, fotògraf estatunidenc[6]
- Renen Schorr, director israelià
- Ibrahim Letaief, director i productor tunisià

### Pel·lícules
Les següents pel·lícules foren seleccionades a l'Os d'Or al millor curtmetratge :
| Títol                               | Director(s)                      | País                                        |
| ----------------------------------- | -------------------------------- | ------------------------------------------- |
| 15 iulie                            | Cristi Iftime                    | Romania                                     |
| Apele Tac                           | Anca Miruna Lazarescu            | Alemanya i Romania                          |
| Ashley/Amber                        | Rebecca R. Rojer                 |                                             |
| Återfödelsen                        | Hugo Lilja                       | Suècia                                      |
| Back by 6                           | Peter Connelly                   | Bèlgica                                     |
| La Calma                            | Fernando Vílchez Rodríguez       | Perú                                        |
| Cleaning up the Studio              | Christian Jankowski              | Corea del Sud                               |
| La Ducha                            | Maria José San Martín            | Xile                                        |
| Erdő                                | György Mór Kárpáti               | Hongria                                     |
| Fragen an meinen Vater              | Konrad Mühe                      | Alemanya                                    |
| Green Crayons                       | Kazik Radwanski                  | Canadà                                      |
| Heavy Heads                         | Helena Frank                     | Dinamarca                                   |
| Paranmanjang (파란만장)             | Park Chan-wook i Park Chan-kyong | Corea del Sud                               |
| Pera Berbangê                       | Arin Inan Arslan                 | Turquia                                     |
| Planet Z                            | Momoko Seto                      | França                                      |
| 부서진 밤 Bu-seo-jin Bam            | Yang Hyo-joo                     | Corea del Sud                               |
| Rao Yi Sheng                        | Alexej Tchernyi i Wu Zhi         | Alemanya                                    |
| Scenes from the Suburbs             | Spike Jonze                      | Estats Units i Canadà                       |
| Sju dagar i skogen                  | Peter Larsson                    | Suècia                                      |
| Stick Climbing                      | Daniel Zimmermann                | Àustria i Suïssa                            |
| Sudsanan                            | Pimpaka Towira                   | Tailàndia                                   |
| Susya                               | Dani Rosenberg i Yoav Gross      | Israel i Palestina                          |
| Świteź                              | Kamil Polak                      | Polònia, Suïssa, França, Canadà i Dinamarca |
| Tomorrow Everything Will Be Alright | Akram Zaatari                    | Líban i Regne Unit                          |
| Woman Waiting                       | Antoine Bourges                  | Canadà                                      |

## Premis

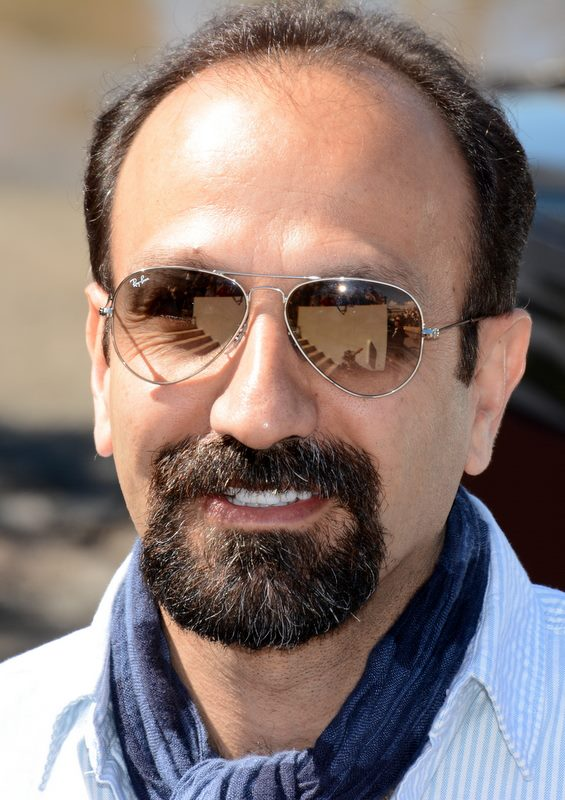
Asghar Farhadi, guanyador de l'Os d'Or al festival

El jurat va atorgar els següents premis:
- Os d'Or for Best Film - Jodaeiye Nader az Simin d'Asghar Farhadi

Ossos de Plata
- Premi Especial del Jurat: A Torinói Ló de Béla Tarr
- Millor director: Ulrich Köhler per Schlafkrankheit
- Millor actriu: el grup d'actrius de Jodaeiye Nader az Simin
- Millor actor: el grup d'actors de Jodaeiye Nader az Simin
- Destacada contribució artística (Disseny de producció): Barbara Enriquez per El premio
- Destacada contribució artística (Càmera): Wojciech Staron per El premio
- Millor guió: Joshua Marston i Andamion Murataj per The Forgiveness of Blood
- Premi Alfred Bauer per una innovació particular: Wer wenn nicht wir d'Andres Veiel

Os d'Or honorífic
- Armin Mueller-Stahl

Ossos de Cristall
- Generation Kplus (Pel·lícula): The Liverpool Goalie d'Arild Andresen
- Generation14plus (Pel·lícula): On the Ice d'Andrew Okpeaha MacLean

Premis FIPRESCI
- Competició: A Torinói Ló de Béla Tarr
- Panorama: Top Floor Left Wing d'Angelo Cianci
- Forum: Heaven's Story de Takahisa Zeze

Os d'Or al millor curtmetratge - Paranmanjang de Park Chan-wook i Park Chan-kyong